# St. Hubertus (Wohldenberg)

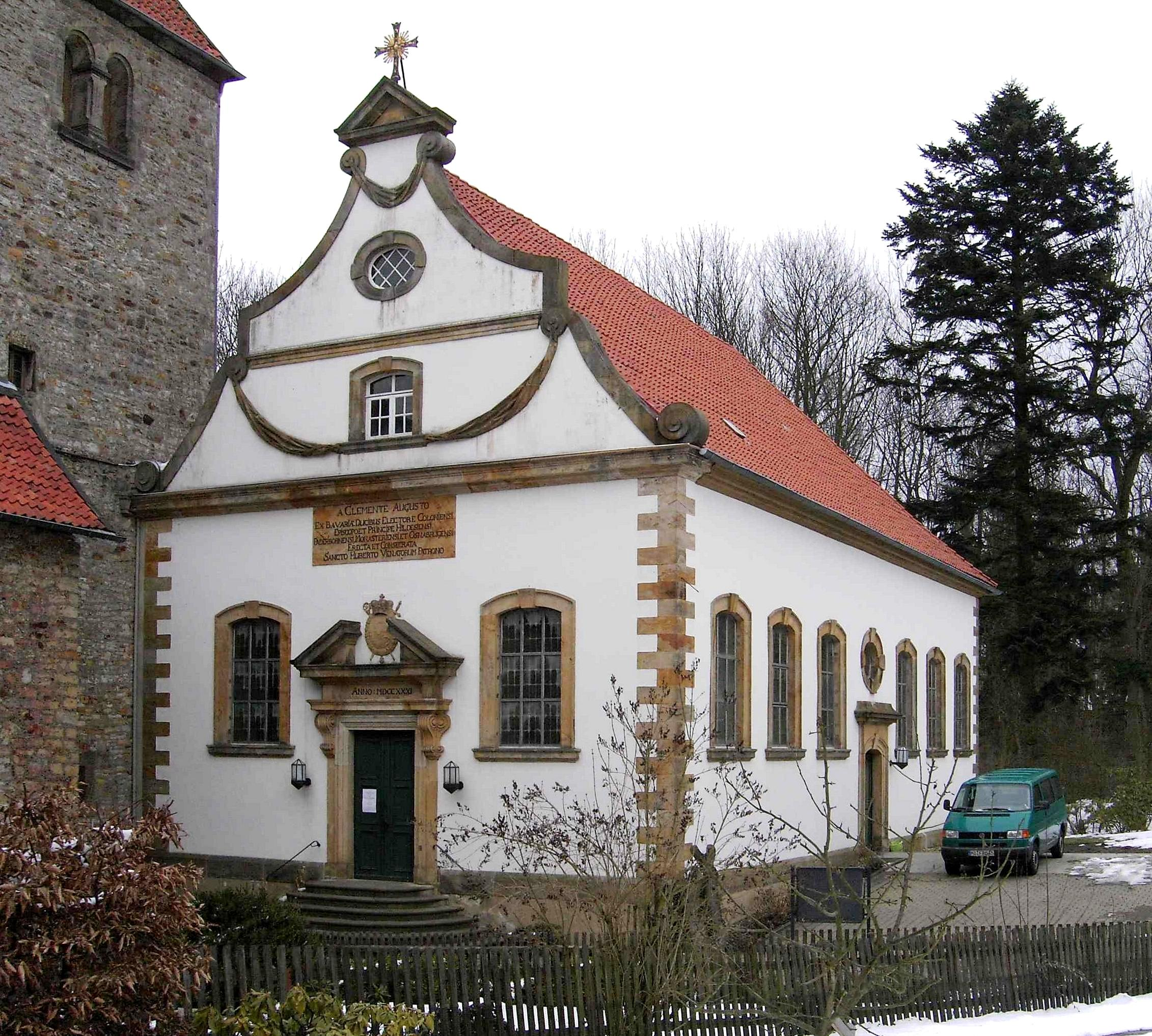
Pfarrkirche St. Hubertus

St. Hubertus ist die katholische Pfarrkirche in der Burg Wohldenberg, die zu Sillium, Gemeinde Holle, im Landkreis Hildesheim gehört. Die 1731 geweihte Barockkirche beeindruckt vor allem durch ihre qualitätvolle Originalausstattung.

## Geschichte
Die Burg auf dem Wohldenberg, im 12. Jahrhundert erbaut, wurde 1275 Eigentum der Fürstbischöfe von Hildesheim. Spätestens seit 1286 – Erwähnung eines Burgkaplans – hatte sie eine Kirche. Deren ursprüngliches Patrozinium ist unbekannt. Einige Indizien sprechen für Peter und Paul.
Als Folge der Hildesheimer Stiftsfehde wurde das Gebiet 1523 braunschweigisch und unter Herzog Julius 1568 lutherisch. Nach der Restitution des Hochstifts 1643 blieben die alten Dorfpfarrkirchen evangelisch, die Klöster und bischöflichen Burgen wurden jedoch rekatholisiert, so auch die Wohldenberger Kirche, die nun Pfarrkirche für die wenigen Katholiken der umliegenden Dörfer wurde.
1724 erhielt Clemens August von Bayern zu Köln, Münster und Paderborn Hildesheim als sein viertes Hochstift (1728 folgte noch Osnabrück). Zu diesem Zeitpunkt war Johann Friederich Antonius Freiherr von Bocholtz bischöflicher Droste auf dem Wohldenberg. Er war es wohl, der den Fürstbischof zum barocken Neubau der Burgkirche anregte, die nun den Namen des heiligen Hubertus, des Schutzpatrons der Jäger, erhielt.
Im 19. und 20. Jahrhundert wurden auch in Sottrum, Henneckenrode, Grasdorf und Baddeckenstedt katholische Kirchen gebaut. Seit dem 1. August 2004 bilden sie mit Wohldenberg die fusionierte Pfarrei St. Hubertus. Heute gehört die Pfarrgemeinde zum Dekanat Alfeld-Detfurth im Bistum Hildesheim. Zu ihrem Einzugsgebiet gehört auch die Marienkapelle in Söder.
Das ehemalige Amtshaus von 1852 unterhalb der Burg wurde 1920 vom Diözesan-Caritasverband gekauft. Ordensschwestern aus dem Ursulinenkloster Duderstadt nutzten das Haus als Internat und Waldschule St. Ursula. 1942 beschlagnahmte die Wehrmacht das Haus und richtete dort ein Reservelazarett ein. 1945 begannen Bemühungen, das Haus als Jugendbildungsstätte des Bistums Hildesheim zu nutzen. Am 21. Juli 1946 wurde das „Haus Wohldenberg“ als Jugendbildungsstätte der katholischen Kirche von Bischof Joseph Godehard Machens eingeweiht. Im Laufe der Jahrzehnte entstanden mehrere Neubauten auf dem Gelände des Hauses, so 1982 eine Hauskapelle und zuletzt 2008 das neue Hubertushaus.

## Architektur
Die in rund 212 Meter Höhe über dem Meeresspiegel gelegene Hubertuskirche ist ein rechteckiger Saalbau aus Bruchstein mit Satteldach, das an der Altarseite abgewalmt ist. Die Wandflächen sind bis auf Laibungen, Kanten und Zierelemente weiß verputzt. Der Schaugiebel über dem Westportal ist mit Stufen, Rundungen und einer Dreiecksbekrönung mit Kreuz gestaltet. Seine Fläche ist mit Architraven und Girlanden aufgelockert. Über dem Portal nennt eine lateinische Widmungsinschrift den Stifter Clemens August und den Schutzpatron der Jäger St. Hubertus. Die flache Decke ist stuckiert und durch einen Bogen in Gemeinderaum und Altarbereich gegliedert.

## Ausstattung
Die barocke Innenausstattung umfasst den Hochaltar und zwei Seitenaltäre sowie den Orgelprospekt mit reichem Figuren- und Bildschmuck. Sie stammt von dem Hildesheimer Bildschnitzer Johannes Süßemann, der sich von den Werken Paul Egells im Hildesheimer Dom inspirieren ließ. Der Hauptaltar mit einer Kreuzigungsdarstellung wird von anbetenden Engeln und den Aposteln Petrus und Paulus flankiert. Der linke Seitenaltar ist der Heiligen Sippe, der rechte dem Rosenkranz gewidmet.
Der moderne Zelebrationsaltar und der Ambo wurden von Josef Baron aus Unna geschaffen. Es handelt sich um Bronzegüsse aus dem Jahr 1986. Der Altar wurde auf die bestehende Kommunionbank aufgesetzt, dadurch konnte eine Zerstörung des wertvollen Chorschranke verhindert werden.
In das barocke Orgelgehäuse baute Manfred Gaulke 1985 das heutige Orgelwerk ein.